# Cucullia barthae
Cucullia barthae is een vlinder uit de familie uilen (Noctuidae). De wetenschappelijke naam is voor het eerst geldig gepubliceerd in 1933 door Boursin.
De soort komt voor in Europa.